# Wereldhumanismedag

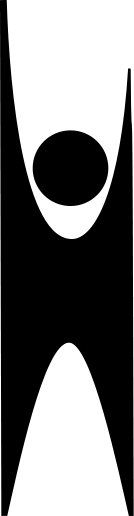
Het logo van de seculiere humanisten

Wereldhumanismedag wordt internationaal gevierd op 21 juni, de langste dag van het jaar. Humanisten en humanistische organisaties komen bij elkaar voor lezingen, conferenties, picknicks en andere activiteiten. Ze vieren de waarden en idealen van het humanisme wereldwijd.

## Geschiedenis
In de tachtiger jaren kreeg de dag vorm toen humanistische groepen in de Verenigde Staten en Europa de dag begonnen te vieren. Daarna heeft de Internationale Humanistische en Ethische Unie (IHEU) 21 juni uitgeroepen tot Internationale Dag van het Humanisme.

## In Nederland
In Nederland organiseerde de Humanistische Alliantie eerder op 21 juni een ontmoetingsdag voor medewerkers, bestuurders en vrijwilligers van de verschillende aangesloten humanistische organisaties. Daarnaast werd er door verschillende afdelingen van het Humanistisch Verbond aandacht besteed aan Wereldhumanismedag en zond  de Humanistische Omroep Human korte documentaires uit over eigenzinnige mensen die overal ter wereld vorm geven aan hun eigen leven.
In 2013 werd er voor het eerst een nationale Wereldhumanismedag georganiseerd. Jaarlijks op of rondom 21 juni organiseren de verschillende humanistische organisaties van de Humanistische Alliantie groot- en kleinschalige evenementen, open dagen en radio- en tv-uitzendingen om de humanistische beweging in Nederland onder de aandacht te brengen. Met als leus 'Durf te denken, Durf te doen!' beogen zij aan Nederland te tonen dat het humanisme een levendige, moderne en uitdagende levenshouding is.